# مطار رفحاء المحلي
مطار رفحاء المحلي (إياتا: RAH، إيكاو: OERF) هو مطار محلي يبعد عن وسط مدينة رفحاء إحدى مدن منطقة الحدود الشمالية شمال السعودية حوالي 3 كم في الاتجاه الجنوبي، وأفتتح المطار سنة 1962، ويخدم المطار حوالي 30 مدينة وقرية تابعين لمدينة رفحاء.

## خطوط وشركات الطيران
- الخطوط الجوية العربية السعودية (الرياض)
- نسما للطيران (حائل)